# Novodnistrovsk
Novodnistrovsk (en ucraniano: Новодністровськ) es una ciudad ucraniana perteneciente al óblast de Chernivtsí. Situado en el oeste del país, es parte del raión de Dniéster y centro del municipio (hromada) de homónimo.

## Toponimia
En los idiomas de importancia local, la ciudad se conoce con el nombre de Novodnestrovsk (en ruso: Новоднестровск).

## Geografía
Novodnistrovsk se ubica a orillas del río Dniéster, a unos 100 km al este de Chernivtsí. La ciudad se encuentra al norte de la región de Besarabia, en el límite con la óblast de Vínnytsia.

## Historia
La localidad fue fundada en 1973 como un poblado para dar servicio a una presa y central hidroeléctrica sobre el río Dniéster que comenzó a funcionar en 1983. La infraestructura social de la ciudad fue construida para una población estimada de 30.000-40.000 habitantes.
Adoptó el estatus de asentamiento de tipo urbano en 1975 y el estatus de ciudad en 1982. En 1993 fue elevada a ciudad de importancia distrital en 1993 y el de ciudad de importancia regional lo tuvo desde 2000 hasta 2020.
El 18 de noviembre de 2022, alrededor de la medianoche, se registró un terremoto de magnitud 2,7 en la escala de Richter en la zona de la ciudad de Novodnistrovsk.

## Demografía
La evolución de la población de Novodnistrovsk entre 1859 y 2022 fue la siguiente:
| 2434                                                          | 3458 | 10 511 | 10 342 | 10 701 | 10 776 | 10 920 | 10 463 |
| (Fuente: Cities & Towns of Ukraine y UKRAINE: Größere Städte) |      |        |        |        |        |        |        |

Según el censo de 2001, el 87,1% de la población son ucranianos, el 10,2% son rusos y el resto de minorías son principalmente rumanos (1,2%). En cuanto al idioma, la lengua materna de la mayoría de los habitantes, el 85,67%, es el ucraniano; del 13,37%, el ruso.

## Economía
Los residentes trabajan principalmente en la central hidroeléctrica, pero en 2006 la tasa de desempleo era del 17,8%.